# FOUNDATION
FOUNDATION（ファンデーション） は元AV男優の加藤鷹がプロデュースする高級女性用風俗店。

## 概要
FOUNDATIONは下地という意味。「精神的にも肉体的にも満たされた最高の人生の下地を作る」という加藤鷹の想いからFOUNDATIONと名付けられた。
FOUNDATIONでは加藤鷹自らセラピストに対し講習を行い厳正な審査を設けている。